# الحطيئة
أبو مُلَيْكَة جَرْوَلُ بنُ أَوْسِ بنِ مالِكٍ المعروف بالحُطَيْئَةِ، وهو شاعر عربي مخضرم من أهل نجد أدرك الجاهلية والإسلام وكان أسلم في عهد النبي صلى الله عليه وسلم، ثم ارتد، ثم أسرع وعاد إلى الإسلام وقيل انه صحابي. من رواة الشعر، ولد لدى بني عبس من أَمةٍ اسمها (الضراء) فشبّ محروما مظلوما، لا يجد مددا من أهله ولا سندا من قومه فاضطر إلى قرض الشعر يجلب به القوت، ويدفع به العدوان، وينقم به لنفسه من بيئةٍ ظلمته، ولعل هذا هو السبب في أنه اشتد في هجاء الناس، ولم يكن يسلم أحد من لسانه فقد هجا أمّه وأباه حتى إنّه هجا نفسه. وله قصة شهيرة مع الزبرقان بن بدر التميمي.

## نسبه
هو: جَرْوَل بن أَوْس بن مالك بن جوية بن مخزوم بن غالب بن قطيعة بن عَبْس بن بَغِيض بن رَيْث بن غَطَفان بن سَعْد بن قَيْس عَيْلان بن مُضَر بن نِزار بن مَعَد بن عدنان.
وقيل بل هو أصلا من هذيل من ولد «حوية بن سعد بن هذيل» حالف قومة بني عبس فنسب إليهم.
وكان من اشعر اهل زمانة قال أبو الفرج الأصفهاني.
| الحطيئة | الحطيئة من فحول الشعراء ومقدميهم وفصحائهم، وكان يتصرف في جميع فنون الشعر من مدح وهجاء وفخر ونسب. ويجيد في جميع ذلك | الحطيئة |

وقال إسحاق الموصلي انه أشعر شعراء العرب الى جانب زهير.

## الأدب
للحطيئة ديوان شعر طبع في إسطنبول سنة 1890، ثمّ في ليبسيغ سنة 1893، ثمّ في مصر سنة 1905، وهو يتضمّن مدحاً وهجاءً وفخراً وغزَلاً.

## قصته مع الزبرقان
وكان سبب حبسه أن الزبرقان بن بدر التميمي سيد قومه عَمِل للنَبي ـ صلى الله عليه وسلم ـ وأبي بكر وعمر، وكان يجمع زكاة قومه ويؤديها لهم. وقد أشتكى لعمر لما هجاه الحطيئة. فقال له عمر: وما قال لك ؟ قال: قال لي:
فقال عمر: ما أسمع هجاء ولكنها معاتبة. فقال الزبرقان : أو لا تبلغ مروءتي إلا أن آكل وألبس! والله يا أمير المؤمنين ما هُجيت ببيت قط أشد عليَّ منه. فدعا عمر حسان بن ثابت وسأله: أتراه هجاه؟ قال حسان : نعم وسلح عليه! فحبس عمر الحطيئة، فجعل الحطيئة يستعطفه ويرسل إليه الأبيات، فمن ذلك قوله:
فلم يلتفت إليه عمر، حتى أرسل إليه الحطيئة:
فبكي سيدنا عمر رضي الله عنه لما سمع الابيات ورحم الحطيئة وأولاده ورق لحالهم ،وكان الصحابة رضوان الله عنهم يتعجبون من رحمه عمر للحطيئة ورقت قلبه له
فقال له سيدنا عمر : فإياك والمقذع من القول فقال الحطيئة: وما المقذع؟ قال عمر: أن تخاير بين الناس فتقول فلان خير من فلان وآل فلان خير من آل فلان؛ قال الحطيئة: فأنت والله أهجى مني. ثم قال له عمر : والله لولا أن تكون سُنّة لقطعت لسانك . فاشترى عمر منه أعراض المسلمين بثلاثة آلاف درهم، وأخذ عليه عهداً ألا يهجو أحداً فقال الحطيئة لك عهد الله يا امير المؤمنين . فقال عمر : لكأني بفتىً من قريش قد نصب لك نمرقة، فاتكأت عليها، وأقبلت تنشده في أعراض المسلمين.
قال: أعوذ بالله يا أمير المؤمنين.
فأطلقه الخليفة واشترى منه أعراض المسلمين بثلاثة آلاف درهم، فتوقف عن الهجاء، قال بعض الرواة: فوالله لقد رأيته عند عبيد الله بن زياد على الحال التي ذكر عمر رضي الله عنه،
فقلت له: لكأن أمير المؤمنين عمر كان حاضراً لك اليوم، فتأوه.
وقال: رحم الله ذلك المرء، فما أصدق فراسته.

## الهجاء
هجا امه فقال :
هجا أبوة فقال :
هجا نفسه فقال :
فرأى وجهه في الماء فقال:
وعندما مات أوصى أن يعلق هذا على كفنه:

## الشعر القصصي
الحطيئة رائد الشعر القصصي كما هو واضح في قصيدته قصة كرم:
وبعد هذه الإضاءة لبيئة القصة، وشخوصها تبدأ حبكة القصة وتأزم الحدث:
ويأخذ التأزم في التطور وتشتد عقدة القصة حتى تصل منتهى الشد:
ثم تأخذ الأزمة في الانفراج، ويبدأ حل العقدة:
وانحلت العقدة .. ثم تليها الإضاءة الأخيرة :

## المدح والثناء
يعتبر نقاد الأدب العربي القدماء، أن أبياته التالية في المدح مما لا يلحق له غبار، أما النقاد المحدثون، فمنهم الدكتور محمد غنيمي هلال الذي اعتبرها من القصائد التي امتازت بالجزالة التي تتوافر للفظ إذا لم يكن غريبًا ولا سوقيًّا. وهي كما نرى تنبض بالحكمة من داخلها وإن كان ظاهرها الاستجداء والمدح:
كما قال الحطيئة:

## وصيته
قيل حضرته للحطيئة حين الوفاة: أوص «فقال: أبلغوا الشماخ أنه أشعر العرب؛ فقالوا :اتق الله ؛ فإن هذا لا يردٌ عليك. فأوصنا؛ قال: المال للذكور من ولدي دون الإناث؛ فقيل اتق الله وأوصي فقال يرتجز
فقالوا: اتق الله وأوصِ، قال: أوصيكم بالشعر

## وصلات خارجية
- بوابة الشعراء : ديوان الحطيئة